# هنري بلاك (سياسي)
هنري بلاك (بالإنجليزية: Henry Black)‏ هو محامي وقاضي وسياسي أمريكي، ولد في 25 فبراير 1783 في الولايات المتحدة، وتوفي بنفس المكان في 28 نوفمبر 1841. حزبياً، نشط في حزب اليمين. وقد انتخب عضو مجلس نواب بنسيلفانيا وانتخب عضو مجلس النواب الأمريكي.